# Капітан Філліпс
«Капітан Філліпс» (англ. Captain Phillips) — американський пригодницький трилер режисера Пола Грінграсса, що вийшов 2013 року. У головних ролях Том Генкс, Бархад Абді. Стрічку знято на основі реальних подій.
Сценаристом був Біллі Рей, продюсерами були Дана Брунетті, Майкл Де Лука і Скотт Рудін. Вперше фільм продемонстрували 27 вересня 2013 року у США на Нью-Йоркському кінофестивалі. В Україні у кінопрокаті прем'єра фільму відбулася 5 грудня 2013 року.

## Сюжет
Дія відбувається на початку квітня 2009 року. Капітан Річард Філліпс (Том Генкс) виходить на, здавалося б, стандартний робочий день, приймаючи в командування масивний контейнеровоз MV Maersk Alabama. Шлях корабля лежить з Омана до Момбаси. Перед відпливом Філліпса попереджають про надмірну активність сомалійських піратів в тій місцевості, яку йому належить відвідати.
Під час рейсу капітан Філліпс помічає два човни з піратами на борту. Один, в результаті розумних дій Філліпса, відступає, інший продовжує погоню за кораблем. Попри всі зусилля, яких доклала команда для мирного вирішення ситуації, четверо піратів пробираються на судно і беруть в заручники капітана з його найближчими помічниками. Інша частина екіпажу, слідуючи чіткому наказу Філліпса, ховається в машинному відділенні. Ватажок загарбників Абдувалі Мусе (Бархад Абді) вимагає віддати їм всі гроші, що є на кораблі, і разом з Філліпсом вирушає на пошуки іншої частини команди.
Після безуспішних пошуків Мусе беруть у полон члени екіпажу і наполягають на його обміні на капітана і покиданні корабля на рятувальній шлюпці. Пірати ретируються, забирають всі гроші, що були на контейнеровозі й відпливають геть від судна на човні разом з Філліпсом.
Незабаром їх наздоганяє ескадрений міноносець «Бейнбрідж» під егідою військово-морських сил США. Капітан 2-го рангу Френк Кастеллано (Ял Васкез) веде переговори з терористами, зрештою він переконує Мусе піднятися на борт їх міноносця з метою передачі викупу. Мусе погоджується, залишивши Філліпса на човні зі своїми людьми. Снайпери, тим часом беруть піратів під приціл.
Один з піратів, який усвідомив, що військові обманюють їх і викупу їм не побачити, зв'язує Філліпса, зав'язує йому очі й готується застрелити. В останній момент снайперам дають наказ зняти всі цілі, крім капітана, який заздалегідь надів спеціальну помаранчеву майку, передану йому «морськими котиками». На борту міноносця Мусе заарештовують.
Шокованого Філліпса звільняють. Під час медогляду він переживає нервовий зрив.

## У ролях
| Актор             | Персонаж                                  | Роль                                      |
| ----------------- | ----------------------------------------- | ----------------------------------------- |
| Том Генкс         | Річард Філліпс (англ. Richard Phillips)   | капітан торгового судна «Maersk Alabama»  |
| Бархад Абді       | Абдувалі Мусе (англ. Abduwali Muse)       | ватажок піратів                           |
| Кетрін Кінер      | Андреа Філліпс (англ. Andrea Phillips)    |                                           |
| Бархад Абдірахман | Білал (англ. Bilal)                       |                                           |
| Фейсал Ахмед      | Неджі (англ. Najee)                       | пірат                                     |
| Юл Васкес         | Френк Кастеллано (англ. Frank Castellano) | командир військового човна USS Bainbridge |

## Сприйняття

### Критика
Фільм отримав позитивні відгуки: Rotten Tomatoes дав оцінку 94 % на основі 212 відгуків від критиків (середня оцінка 8,3/10) і 93 % від глядачів із середньою оцінкою 4,4/5 (57,879 голосів). Загалом на сайті фільми має позитивний рейтинг, фільму зарахований «стиглий помідор» від кінокритиків і «попкорн» від глядачів, Internet Movie Database — 8,1/10 (29 155 голосів), Metacritic — 83/100 (48 відгуків критиків) і 8,2/10 від глядачів (157 голосів). Загалом на цьому ресурсі від критиків і від глядачів фільм отримав позитивні відгуки.

### Касові збори
Під час показу у США, що розпочався 11 жовтня 2013 року, протягом першого тижня фільм показали у 3,020 кінотеатрах і він зібрав 25,718,314  доларів США, що на той час дозволило йому зайняти 2 місце серед усіх прем'єр. Станом на 7 листопада 2013 року показ фільму триває 28 днів (4 тижні). За цей час фільм зібрав у прокаті у США 85,182,016  доларів США, а у решті світу 43,400,000 доларів США, тобто загалом 128,582,016 при бюджеті 55 млн доларів США.

### Історична достовірність
Екранізувавши книгу кінокомпанія заплатила багатьом членам команди Maersk Alabama по 5000 доларів за право їх зображення у фільмі. Ці моряки не мають права озвучувати свою версію подій, але не всі пішли на таку угоду. Саме вони розкритикували героїчний образ Філліпса у фільмі. За їх словами, у Філліпс була погана репутація, він нехтував вимогами безпеки, через гординю і всупереч бажанням команди. він повів судно занадто близько до берега Сомалі. Далі до і під час захоплення капітан зовсім не спланував протидію, а швидко потрапив у заручники й до моменту звільнення ніяких заходів не вживав. Зазначено, що під поняття «герой» більше підходить головний механік судна Майк Перрі, що особисто сховав екіпаж, знеструмив судно та захопив ватажка піратів.

### Нагороди і номінації[9]
| Рік  | Нагорода                    | Категорія       | Номінант      | Результат |
| ---- | --------------------------- | --------------- | ------------- | --------- |
| 2013 | Голлівудський кінофестиваль | Продюсер року   | Майкл Де Лука | Перемога  |
| 2013 | Нью-Йоркський кінофестиваль | Найкращий фільм | Пол Ґрінґрасс | Номінація |

### Виноски
1. 1 2  Captain Phillips: Release Info (англ.). Internet Movie Database. Архів оригіналу за 31 жовтня 2013. Процитовано 9 листопада 2013.
2. 1 2  Капітан Філліпс. Kino-teatr.ua. Архів оригіналу за 26 листопада 2013. Процитовано 9 листопада 2013.
3. ↑  Captain Phillips (англ.). The Numbers. Архів оригіналу за 9 листопада 2013. Процитовано 9 листопада 2013.
4. 1 2  Captain Phillips (англ.). Box Office Mojo. Архів оригіналу за 6 листопада 2013. Процитовано 9 листопада 2013.
5. 1 2  Captain Phillips (англ.). Internet Movie Database. Архів оригіналу за 6 листопада 2013. Процитовано 9 листопада 2013.
6. 1 2  Captain Phillips: Full Cast & Crew (англ.). Internet Movie Database. Архів оригіналу за 31 жовтня 2013. Процитовано 9 листопада 2013.
7. ↑  Captain Phillips (англ.). Rotten Tomatoes. Архів оригіналу за 27 листопада 2017. Процитовано 9 листопада 2013.
8. ↑  Captain Phillips (англ.). Metacritic. Архів оригіналу за 27 липня 2018. Процитовано 9 листопада 2013.
9. ↑  Captain Phillips: Awards (англ.). Internet Movie Database. Архів оригіналу за 31 жовтня 2013. Процитовано 9 листопада 2013.